# Pijeiros
Pijeiros (llamada oficialmente Santa María de Pexeiros) es una parroquia y un lugar del municipio español de Viana del Bollo, en la provincia de Orense, Galicia.

## Toponimia
La parroquia también es conocida por los nombres de Santa María de Pijeiros y Santa María de Pixeiros.

## Organización territorial
La parroquia está formada por tres entidades de población:
- Bouza
- O Castro
- Pixeiros (Pexeiros)

## Demografía

### Parroquia
| Gráfica de evolución demográfica de Pijeiros (parroquia) entre 2000 y 2023 |
|                                                                            |
| Datos según el nomenclátor publicado por el INE.                           |

### Lugar
| Gráfica de evolución demográfica de Pixeiros (lugar) entre 2000 y 2023 |
|                                                                        |
| Datos según el nomenclátor publicado por el INE.                       |